# Gouvernement Koizumi III
88e cabinet
(Jun'ichirō Koizumi) 90e cabinet
(Shinzō Abe)
Le gouvernement Koizumi III (第3次 小泉 内閣, Dai-sanji Koizumi Naikaku) était le 89e cabinet (第89代 内閣, dai-hachi-jū-kyū-dai Naikaku) de l'empire du Japon et le troisième dirigé par le Premier ministre Jun'ichirō Koizumi. Il est nommé le 21 septembre 2005 à la suite des élections législatives du 11 septembre 2005 qui ont été marquées par une victoire nette du PLD qui retrouve à lui seul la majorité absolue à la Chambre des représentants depuis 1990.
Tous les membres du cabinet sortant conservent dans un premier temps leur poste. Cette continuité est due à la volonté du Premier ministre de maintenir l'équipe ayant préparer la réforme du système postal (qui prévoit la privatisation de la poste japonaise, projet dont le rejet par la Chambre des conseillers avait entraîné la dissolution de la Chambre des représentants et la tenue des élections anticipées de septembre 2005 qui ont été transformées en référendum sur cette réforme) jusqu'à ce qu'elle soit définitivement acceptée par la Diète le 14 octobre 2005. 
Ce n'est qu'alors que Koizumi se décide à remanier en profondeur son gouvernement, le 31 octobre 2005, afin de préparer la transition jusqu'à son départ du pouvoir, annoncé lors de la campagne des législatives de septembre pour le courant 2006. Dans ce gouvernement remanié, 11 ministres font leur entrée, 3 changent d'attribution et 3 conservent leur portefeuille. Le 21 septembre 2006, son secrétaire général du Cabinet, Shinzō Abe est élu pour lui succéder en tant que président du PLD et donc son gouvernement démissionne de fait lorsqu'Abe est formellement choisi comme Premier ministre par les parlementaires le 26 septembre 2006.

## Composition

### Premier ministre
| fonction         | Personnalité       | Parti | Faction    | Diète        | Circonscription                       |
| ---------------- | ------------------ | ----- | ---------- | ------------ | ------------------------------------- |
| Premier ministre | Jun'ichirō Koizumi | PLD   | (Seiwakai) | Représentant | Préfecture de Kanagawa (11e district) |

### Ministres d'État(du21 septembreau31 octobre 2005)
Les ministres maintenus à leur poste sont indiqués en gras. 

#### Ministres, chefs d'un ministère
| fonction | Personnalité       | Parti   | Faction             | Diète         | Circonscription           |
| --- | ------------------ | ------- | ------------------- | ------------- | ------------------------- |
| Ministre des Affaires intérieures et des Communications également chargé des Sports nationaux                                                 | Tarō Asō           | PLD     | Taiyūkai            | Représentant  | Fukuoka (8e district)     |
| Ministre de la Justice Ministre d'État au Développement de la Jeunesse et à la Baisse de la natalité                                          | Chieko Nōno        | PLD     | Seiwakai            | Conseillère   | Proportionnelle nationale |
| Ministre des Affaires étrangères | Nobutaka Machimura | PLD     | Seiwakai            | Représentant  | Hokkaidō (5e district)    |
| Ministre des Finances | Sadakazu Tanigaki  | PLD     | Kōchikai (Tanigaki) | Représentant  | Kyōto (5e district)       |
| Ministre de l'Éducation, de la Culture, des Sports, des Sciences et de la Technologie                                                         | Nariaki Nakayama   | PLD     | Seiwakai            | Représentant  | Miyazaki (1er district)   |
| Ministre de la Santé, du Travail et des Affaires sociales                                                                                     | Hidehisa Otsuji    | PLD     | Heiseikai           | Conseiller    | Proportionnelle nationale |
| Ministre de l'Agriculture, des Forêts et de la Pêche                                                                                          | Mineichi Iwanaga   | PLD     | Kōchikai (Horiuchi) | Représentant  | Shiga (4e district)       |
| Ministre de l'Économie, du Commerce et de l'Industrie également chargé de l'Exposition universelle                                            | Shōichi Nakagawa   | PLD     | Shisuikai           | Représentant  | Hokkaidō (11e district)   |
| Ministre du Territoire, des Infrastructures et des Transports également chargé de la Délocalisation de la capitale et au Tourisme             | Kazuo Kitagawa     | Kōmeitō | -                   | Représentant  | Ōsaka (16e district)      |
| Ministre de l'Environnement Ministre d'État pour Okinawa et les Territoires du Nord également chargée des Problèmes environnementaux mondiaux | Yuriko Koike       | PLD     | Seiwakai            | Représentante | Tōkyō (10e district)      |

#### Chef du secrétariat et du bureau du Cabinet
| fonction                                                                 | Personnalité    | Parti | Faction  | Diète        | Circonscription        |
| ------------------------------------------------------------------------ | --------------- | ----- | -------- | ------------ | ---------------------- |
| Secrétaire général du Cabinet Ministre d'État pour l'Égalité des chances | Hiroyuki Hosoda | PLD   | Seiwakai | Représentant | Shimane (1er district) |

#### Ministres d'État ne dirigeant pas un ministère
| fonction | Personnalité       | Parti | Faction             | Diète         | Circonscription           |
| --- | ------------------ | ----- | ------------------- | ------------- | ------------------------- |
| Ministre d'État, Président de la Commission nationale de sécurité publique Ministre d'État à la Gestion des catastrophes également chargé de la législation des urgences nationales                                            | Yoshitaka Murata   | PLD   | Kōchikai (Horiuchi) | Représentant  | Okayama (5e district)     |
| Directeur de l'Agence de Défense du Japon | Yoshinori Ōno      | PLD   | Kinmirai            | Représentants | Kagawa (3e district)      |
| Ministre d'État pour les Services financiers | Tatsuya Itō        | PLD   | Heiseikai           | Représentant  | Tōkyō (22e district)      |
| Ministre d'État pour la Politique économique et fiscale également chargé de la Privatisation de la Poste | Heizō Takenaka     | PLD   | -                   | Conseiller    | Proportionnelle nationale |
| Ministre d'État pour la Réforme réglementaire et la Corporation de revitalisation industrielle également chargé de la Réforme administrative, de la Réforme structurelle des zones spéciales et de la Revitalisation régionale | Seiichirō Murakami | PLD   | Banchō              | Représentants | Ehime (2e district)       |
| Ministre d'État pour la Politique scientifique et technologique, la Sécurité alimentaire et les Technologies de l'information                                                                                                  | Yasufumi Tanahashi | PLD   | Heiseikai           | Représentant  | Gifu (2e district)        |

### Remaniement du31 octobre 2005
Les ministres maintenus à leur poste sont indiqués en gras, et ceux déjà présents dans le précédent gouvernement mais ayant changé d'attribution en italique. 

#### Ministres, chefs d'un ministère
| fonction | Personnalité      | Parti   | Faction             | Diète         | Circonscription           |
| --- | ----------------- | ------- | ------------------- | ------------- | ------------------------- |
| Ministre des Affaires intérieures et des Communications également chargé de la Privatisation de la Poste                                     | Heizō Takenaka    | PLD     | -                   | Conseiller    | Proportionnelle nationale |
| Ministre de la Justice | Seiken Sugiura    | PLD     | Seiwakai            | Représentant  | Aichi (12e district)      |
| Ministre des Affaires étrangères | Tarō Asō          | PLD     | Taiyūkai            | Représentant  | Fukuoka (8e district)     |
| Ministre des Finances | Sadakazu Tanigaki | PLD     | Kōchikai (Tanigaki) | Représentant  | Kyōto (5e district)       |
| Ministre de l'Éducation, de la Culture, des Sports, des Sciences et de la Technologie également chargé des Sports nationaux                  | Kenji Kosaka      | PLD     | Heiseikai           | Représentant  | Nagano (1er district)     |
| Ministre de la Santé, du Travail et des Affaires sociales                                                                                    | Jirō Kawasaki     | PLD     | Kōchikai (Tanigaki) | Représentant  | Mie (1er district)        |
| Ministre de l'Agriculture, des Forêts et de la Pêche                                                                                         | Shōichi Nakagawa  | PLD     | Shisuikai           | Représentant  | Hokkaidō (11e district)   |
| Ministre de l'Économie, du Commerce et de l'Industrie également chargé de l'Exposition universelle                                           | Toshihiro Nikai   | PLD     | Atarashi Namii      | Représentant  | Wakayama (3e district)    |
| Ministre du Territoire, des Infrastructures et des Transports également chargé de la Délocalisation de la capitale et au Tourisme            | Kazuo Kitagawa    | Kōmeitō | -                   | Représentant  | Ōsaka (16e district)      |
| Ministre de l'Environnement Ministre d'État pour Okinawa et les Territoires du Nord également chargé des Problèmes environnementaux mondiaux | Yuriko Koike      | PLD     | Seiwakai            | Représentante | Tōkyō (10e district)      |

#### Chef du secrétariat et du bureau du Cabinet
| fonction                      | Personnalité | Parti | Faction  | Diète        | Circonscription                       |
| ----------------------------- | ------------ | ----- | -------- | ------------ | ------------------------------------- |
| Secrétaire général du Cabinet | Shinzō Abe   | PLD   | Seiwakai | Représentant | Préfecture de Yamaguchi (4e district) |

#### Ministres d'État ne dirigeant pas un ministère
| fonction | Personnalité     | Parti | Faction   | Diète         | Circonscription         |
| --- | ---------------- | ----- | --------- | ------------- | ----------------------- |
| Ministre d'État, Président de la Commission nationale de sécurité publique Ministre d'État à la Gestion des catastrophes également chargé de la législation des urgences nationales | Tetsuo Kutsukake | PLD   | Seiwakai  | Conseiller    | Ishikawa                |
| Directeur de l'Agence de Défense du Japon | Fukushirō Nukaga | PLD   | Heiseikai | Représentant  | Ibaraki (2e district)   |
| Ministre d'État pour la Politique économique, financière et fiscale | Kaoru Yosano     | PLD   | -         | Représentant  | Tōkyō (1er district)    |
| Ministre d'État pour la Réforme réglementaire également chargé de la Réforme administrative, de la Réforme structurelle des zones spéciales et de la Revitalisation régionale       | Kōki Chūma       | PLD   | Taiyūkai  | Représentants | Ōsaka (1er district)    |
| Ministre d'État pour la Politique scientifique et technologique, la Sécurité alimentaire et les Technologies de l'information                                                       | Iwao Matsuda     | PLD   | Heiseikai | Conseiller    | Gifu                    |
| Ministre d'État pour l'Égalité des sexes et les Affaires sociales | Kuniko Inoguchi  | PLD   | -         | Représentante | Tōkyō (proportionnelle) |